# Станіславчицька сільська рада (Жмеринський район)
| Станіславчицька сільська рада — колишній орган місцевого самоврядування у Жмеринському районі Вінницької області з адміністративним центром у с. Станіславчик. Сільській раді підпорядковані населені пункти: - с. Станіславчик - с-ще Травневе |

## Склад ради
Рада складається з 20 депутатів та голови.

## Керівний склад сільської ради
| ПІБ                             | Основні відомості                                                                 | Дата обрання | Дата звільнення |
| ------------------------------- | --------------------------------------------------------------------------------- | ------------ | --------------- |
| Перепечай Володимир Миколайович | Сільський голова, 1973 року народження, освіта, член Народно-демократичної партії | 26.03.2006   | 31.10.2010      |
| Перепечай Володимир Миколайович | Сільський голова, 1973 року народження, освіта вища, член Партії регіонів         | 31.10.2010   |                 |

Примітка: таблиця складена за даними джерела